# Küss mich, halt mich, lieb mich
Küss mich, halt mich, lieb mich ist ein Schlager von Ella Endlich aus dem Jahr 2009, dessen Text Marc Hiller und Vladimir Kocandrle geschrieben und Frank Kretschmer und Thomas Remm produziert haben. Die Melodie komponierte Karel Svoboda. 2011 erhielt die Single für 150.000 verkaufter Exemplare eine Goldene Schallplatte in Deutschland, damit zählt das Stück zu einem der meistverkauften Schlagern des Landes.
2010 schaffte die Version von Schnuffelienchen den Sprung in die deutschen Singlecharts. 2011 erschien mit Believe In Three Hazelnuts eine englischsprachige Version, interpretiert von Carinha.

## Hintergrund
Für das Lied wurde die Titelmelodie des populären Märchenfilms Drei Haselnüsse für Aschenbrödel verwendet, die Komposition stammt von Karel Svoboda. 2009 sang Endlich den Titel erstmals in der Sendung Das Adventsfest der 100.000 Lichter, er gehört inzwischen zum festen Bestandteil der Sendung. Das Lied platzierte sich auf Platz zwölf in den Deutschen Singlecharts. Das dazugehörige Musikvideo wurde bis 2019 über 20 Millionen Mal abgerufen, danach wurde es auf Ella Endlichs Wunsch auf privat umgestellt.

## Chartplatzierungen
Version von Ella Endlich
| Periode   | Höchstplatzierung, GesamtwochenChartsChartplatzierungen (Periode, Platzierungen, Wochen) |
| Periode   | DE                                                                                       |
| --------- | ---------------------------------------------------------------------------------------- |
| 2009/10   | DE12 (19 Wo.)DE                                                                          |
| 2010/11   | DE30 (24 Wo.)DE                                                                          |
| 2011/12   | DE60 (10 Wo.)DE                                                                          |
| 2012/13   | DE88 (3 Wo.)DE                                                                           |
| 2013/14   | DE93 (2 Wo.)DE                                                                           |
| 2014/15   | DE94 (1 Wo.)DE                                                                           |
| Insgesamt | DE12 (59 Wo.)DE                                                                          |

Version von Schnuffelienchen
| Periode   | Höchstplatzierung, GesamtwochenChartsChartplatzierungen (Periode, Platzierungen, Wochen) |
| Periode   | DE                                                                                       |
| --------- | ---------------------------------------------------------------------------------------- |
| 2010/11   | DE99 (1 Wo.)DE                                                                           |
| Insgesamt | DE99 (1 Wo.)DE                                                                           |